# Громов, Андрей Юрьевич
Андре́й Ю́рьевич Гро́мов (род. 16 июня 1959, Москва) — советский киноактёр, советский и российский дипломат.

## Биография
Родился 16 июня 1959 года в Москве.

### Кинокарьера
Андрей Громов учился во втором классе, когда он был отобран на Киностудии имени Горького режиссёром Ильёй Фрэзом дублёром для исполнения главной роли в детском фильме «Приключения жёлтого чемоданчика» — мальчика Пети, которого должен был играть Олег Буланкин. Однако за день до отъезда на съёмки в Таллин Буланкин заболел, и в итоге Андрей сам сыграл Петю. Но фамилию Олега дали дрессировщику цирка, герою Виктора Тихонова.
После съёмок в «Приключениях…» его сразу пригласили на съёмки другого детского телефильма «Валерка, Рэмка +…» про любовный треугольник. Третьим и последним фильмом для юного актёра стала знаменитая картина «Офицеры», в которой роль Вани Трофимова писали специально под Андрея. После Андрею Громову предлагали другие роли, но он решил, что актёрская карьера не для него.

### После кино
После окончания школы Андрей Громов окончил факультет международных экономических отношений МГИМО в 1986 году. По специальности — экономист-международник, кандидат экономических наук, находится на дипломатической работе. С 1996 года служит в Министерстве иностранных дел Российской Федерации.
В 2005—2012 годах работал старшим советником Постоянного представительства РФ при ООН в Нью-Йорке. В 2014—2015 годах был главным советником Департамента МИДа по работе с соотечественниками. В 2015—2017 годах служил советником-посланником Посольства России на Кипре. С 2018 года — Генеральный консул Российской Федерации в Русе (Болгария) .

### Семья
- Жена — Татьяна, врач.
- Дети: сын Андрей, дочь Влада.

## Фильмография
1. 1970 — Приключения жёлтого чемоданчика — Петя
2. 1970 — Валерка, Рэмка +… — Валерка
3. 1971 — Офицеры — суворовец Ваня Трофимов, внук Любы и Алексея

## Интересные факты

Памятник в июле 2014

- 9 декабря 2013 года в Москве на Фрунзенской набережной был открыт памятник героям фильма «Офицеры». Скульптура воспроизводит одну из сцен фильма — встречу после долгой разлуки двух боевых товарищей, супруги и внука одного из них. В открытии памятника приняли участие министр обороны РФ Сергей Шойгу, народный артист СССР Василий Лановой и народная артистка РСФСР Алина Покровская, которые в «Офицерах» исполнили роли Ивана Вараввы и Любови Трофимовой[2].